# Lake Charles (Louisiana)
Lake Charles (en francès Lac Charles), és la cinquena ciutat més gran de l'estat de Louisiana (Estats Units d'Amèrica). Està situada entre el Llac Charles (Lake Charles, en anglès, i de qui reb el nom), el Llac Prien i el riu Calcasieu. Fundada el 1861, és la capital de la parròquia de Calcasieu, i és el centre industrial, cultural i educatiu del sud-oest de l'estat.
A data de 2010, la població era de 71.993 habitants. Lake Charles és la ciutat principal de l'Àrea Metropolitana de Lake Charles, que consta d'una població total de 202.040 habitants.
És considerada un centre important de la indústria petroquímica, el joc, el turisme i l'educació, allotjant la seu de la Universitat Estatal McNeese i el Sowela Technical Community College. A causa dels llacs i els canals navegables que la travessen, l'Àrea Metropolitana de Lake Charles és anomenada, sovint, com l'Àrea del Llac (the Lake Area, en anglès).